# Гай Папірій Мазон (претор)
Гай Папі́рій Мазо́н (лат. Gaius Papirius Maso; ? — 213 до н. е.) — політичний і державний діяч Римської республіки, претор 218 року до н. е., член колегії квіндецімвірів (Quindecimviri Sacris Faciundis).

## Біографічні відомості
Походив з патриціанського роду Папіріїв, його гілки Мазонів. Двоюрідний брат Гая Папірія Мазона, консула 231 року до н. е., з яким помер в один рік.
Імовірно був претором у 218 році до н. е., відомо, що його було обрано до жрецької колегії квіндецімвірів, про що є чотири спомини в документах стосовно заснування Плацентії (нині П'яченца) та Кремони.

## Родина
Імовірно його сином був Луцій Папірій Мазон, префект 173 року до н. е.